# 隆林楼梯草
隆林楼梯草（学名：Elatostema pseudobrachyodontum）是荨麻科楼梯草属的植物，为中国的特有植物。分布在中国大陆的广西等地，多生在水旁草地，目前尚未由人工引种栽培。